# Département des Affaires régionales et des Autonomies
Le Département des Affaires régionales et des Autonomies (en italien: Dipartimento per gli affari regionali e le autonomie - DARA) est une structure érigé en département dépendant de la présidence du Conseil des ministres de la République italienne, chargé de coordonner l'action gouvernementale pour les relations entre l'État, les régions et les autonomies locales.
Le ministère est actuellement dirigé par le ministre sans portefeuille Roberto Calderoli, en poste depuis le 22 octobre 2022.

## Contexte historique
Les origines du département des affaires régionales remontent à 1970, lorsque le socialiste Eugenio Gatto est nommé ministre chargé des problèmes liés à la mise en œuvre des régions dans le gouvernement Rumor III, en même temps que de la mise en œuvre de la législation régionale ordinaire. De 1972 à 1976, le poste prend le nom de ministre des affaires régionales ; en même temps, de 1974 à 1983, le gouvernement fait place au poste de ministre de l'organisation de l'administration publique et des régions, qui comprend à la fois des compétences en matière de fonction publique et des compétences régionales.
De 1976 à 1980, cependant, la fonction de ministre des affaires régionales n'a pas été conférée ; de 1976 à 1979, le ministre du budget et de la planification économique, Tommaso Morlino, est également devenu ministre des régions, tandis qu'en 1979-80, les affaires régionales ont été déléguées au ministre de l'organisation de l'administration publique et des régions.
À partir de 1980, les compétences en matière d'affaires régionales ont de nouveau été spécifiquement attribuées à des ministres individuels : dans certains cas, à un ministre chargé uniquement des affaires régionales (1980-88, 1998-2006) ; dans d'autres cas, à des ministres qui se sont également vu attribuer des compétences dans d'autres domaines gouvernementaux (affaires régionales et problèmes institutionnels, 1988-1991 ; réformes institutionnelles et affaires régionales, 1991-92 ; coordination des politiques communautaires et affaires régionales, 1992-94 ; fonction publique et affaires régionales, 1994-98).
En 1990, le département des affaires régionales a été créé (décret du Premier ministre n° 113 du 13 février 1990), qui était rattaché à la présidence du Conseil des ministres ; en 2006, cette structure organisationnelle a été rebaptisée département des affaires régionales et de l'autonomie locale.
En 2008, le département a été placé sous la tutelle d'un ministre des relations avec les régions, qui reprendra plus tard les responsabilités en matière de cohésion territoriale du département du développement et de la cohésion économique, qui faisait alors partie du ministère du développement économique.
En 2012, le gouvernement Monti a créé le département des affaires régionales, du tourisme et du sport, qui a été confié au ministre Piero Gnudi.
Depuis le 28 avril 2013, les responsabilités du département sont réparties entre les ministres Graziano Delrio (affaires régionales et autonomies) et Josefa Idem (sport). Après la démission du ministre Idem, le Conseil des ministres a également confié les compétences en matière de sport au ministre Delrio. Jusqu'au 20 octobre 2013, le département était également chargé des questions relatives au tourisme, qui étaient déléguées au ministre Massimo Bray.
En 2013, le gouvernement Letta a prévu le transfert des compétences en matière de tourisme au ministère du patrimoine et des activités culturelles et du tourisme.
En 2016, le département a retrouvé son nom historique avec le décret du Premier ministre du 7 juin 2016 ; avec ce même décret, l'Office des sports est devenu un bureau autonome, divisé en deux départements.

## Fonctions
Le département est l'organe dont se prévaut la présidence du Conseil des ministres pour la coordination de l'action gouvernementale dans le domaine des relations avec le système des autonomies, pour la promotion du développement et de la coopération entre l'État, les régions et les autonomies locales, ainsi que pour la promotion, également au sein des organes appropriés à composition mixte, des activités nécessaires au développement ordonné des relations entre l'État, les régions et les autonomies locales, en assurant le bon exercice et la coordination des compétences et des mesures prévues en cas d'inertie et de non-respect.
Le département s'occupe des relations concernant les activités des régions et des provinces autonomes à l'étranger, la mise en œuvre des statuts des régions et des provinces à statuts spéciaux, les relations avec les minorités linguistiques, les problèmes des zones frontalières et la promotion de la protection des zones de montagne.
Le département assure également le secrétariat de la Conférence permanente pour les relations entre l'État, les régions et les provinces autonomes de Trente et Bolzano. Dans l'exercice de ces fonctions, il opère sous l'autorité fonctionnelle et selon les directives du président de la Conférence.

## Organisation
Chef du département
- Service de gestion de l'organisation et du personnel

Bureau I - Bureau des politiques urbaines et de montagne, de la modernisation institutionnelle et de l'activité internationale des autonomies régionales et locales
- Service pour la modernisation institutionnelle et organisationnelle du système des autonomies
- Service des politiques urbaines et de montagne, du développement local et du soutien aux zones marginalisées
- Service pour les activités internationales du système d'autonomie régionale et locale

Bureau II - Office pour les autonomies spéciales et pour l'examen de la légitimité constitutionnelle de la législation des régions et des provinces autonomes
- Service des politiques économiques et financières
- Service des politiques d'infrastructure
- Service des politiques structurelles et des statuts
- Service des politiques socio-sanitaires et culturelles

Bureau III - Bureau de coordination des activités du Secrétariat de la Conférence permanente pour les relations entre l'État, les Régions et les Provinces autonomes de Trente et Bolzano :
- Réformes institutionnelles, finances publiques et relations internationales Service
- Service Santé, Travail et Politiques sociales
- Activités de production, infrastructure et service d'innovation technologique
- Service de l'environnement, du territoire, de l'éducation et de la recherche
- Service des politiques agricoles et forestières

Bureau IV - Bureau des affaires juridiques, de l'autonomie locale, des minorités linguistiques et de la communication
- Service pour les autonomies locales et les minorités linguistiques
- Service des affaires juridiques et des litiges
- Service de communication

## Liste des ministres
- Voir Liste des ministres italiens des Affaires régionales

La liste comprend les noms de tous les ministres qui ont été en fonction depuis 1970, avec le gouvernement Rumor III.

## Note
1. ↑  États généraux de la montagne : réunion des coordinateurs des tables thématiques le 18 décembre

## Source
- (it) Cet article est partiellement ou en totalité issu de l’article de Wikipédia en italien intitulé « Dipartimento per gli affari regionali e le autonomie » (voir la liste des auteurs).